# Овідіу Хобан
Овідіу Хобан (рум. Ovidiu Hoban, нар. 27 грудня 1982, Бая-Маре) — румунський футболіст, півзахисник клубу ЧФР (Клуж-Напока).
Виступав, зокрема, за клуб «Газ Метан» та «ЧФР Клуж», а також національну збірну Румунії.

## Клубна кар'єра
Народився 27 грудня 1982 року в місті Бая-Маре.
У дорослому футболі дебютував 2003 року виступами за команду клубу «Клаузен», в якій провів один сезон, взявши участь у 20 матчах чемпіонату.
Згодом з 2004 по 2005 рік грав у складі команд клубів «Університатя» (Крайова) та «Бігор».
Своєю грою за останню команду привернув увагу представників тренерського штабу клубу «Газ Метан», до складу якого приєднався 2005 року. Відіграв за команду з Медіаша наступні шість сезонів своєї ігрової кар'єри. Більшість часу, проведеного у складі «Газ Метана», був основним гравцем команди.
Протягом 2011—2014 років захищав кольори клубів «Університатя» (Клуж-Напока) та «Петролул», вигравши у складі останнього Кубок Румунії у сезоні 2012/2013.
До складу клубу «Хапоель» (Беер-Шева) приєднався 2014 року. В сезоні 2015/16 допоміг команді вибороти золоті медалі чемпіонату. У сезоні 2016/17 він захистив чемпіонський титул у складі «Хапоеля». Всього за три роки встиг відіграти за беер-шевську команду 91 матч в національному чемпіонаті.
Влітку 2017 року Хобан приєднався до «ЧФР Клуж». Дебютував 17 липня 2017 року у виїзному матчі проти «Ботошані» (1:1). З командою у 5 сезонах поспіль ставав чемпіоном Румунії, а також двічі виграв Суперкубок країни. 2023 року завершив ігрову кар'єру.

## Виступи за збірну
4 червня 2013 року дебютував в офіційних матчах у складі національної збірної Румунії в товариській грі проти Тринідаду і Тобаго (4:0), а 8 жовтня 2015 року у відбірковому матчі до чемпіонату Європи 2016 року проти збірної Фінляндії забив перший гол за збірну. 
У травні 2016 року був включений до заявки національної команди для участі у чемпіонаті Європи у Франції. Він вийшов у стартовому складі в першій грі проти Франції та в третій грі проти Албанії. У другій грі проти Швейцарії він вийшов на заміну в перерві замість травмованого Міхая Пінтілія, але команда посіла 4 місце у групі і вилетіла.
Він зіграв свій 30-й і останній матч за Румунію 14 листопада 2017 року в товариській грі проти Нідерландів.

## Тренерська кар'єра
Завершивши ігрову кар'єру, залишився у «ЧФР Клужі», де спочатку тренував юнацькі команди, а 2024 року став асистентом головного тренера першої команди.

## Титули і досягнення
- Чемпіон Румунії (5):

ЧФР (Клуж-Напока): 2017-18, 2018-19, 2019-20, 2020-21, 2021-22
- Володар Кубка Румунії (1):

«Петролул»: 2012-13
- Володар Суперкубка Румунії (2):

ЧФР (Клуж-Напока): 2018, 2020
- Чемпіон Ізраїлю (1):

«Хапоель» (Беер-Шева): 2015-16
- Володар Суперкубка Ізраїлю (1):

«Хапоель» (Беер-Шева): 2016
- Володар Кубка Тото (1):

«Хапоель» (Беер-Шева): 2016-17